# Comitè per a la Majoria Presidencial a França

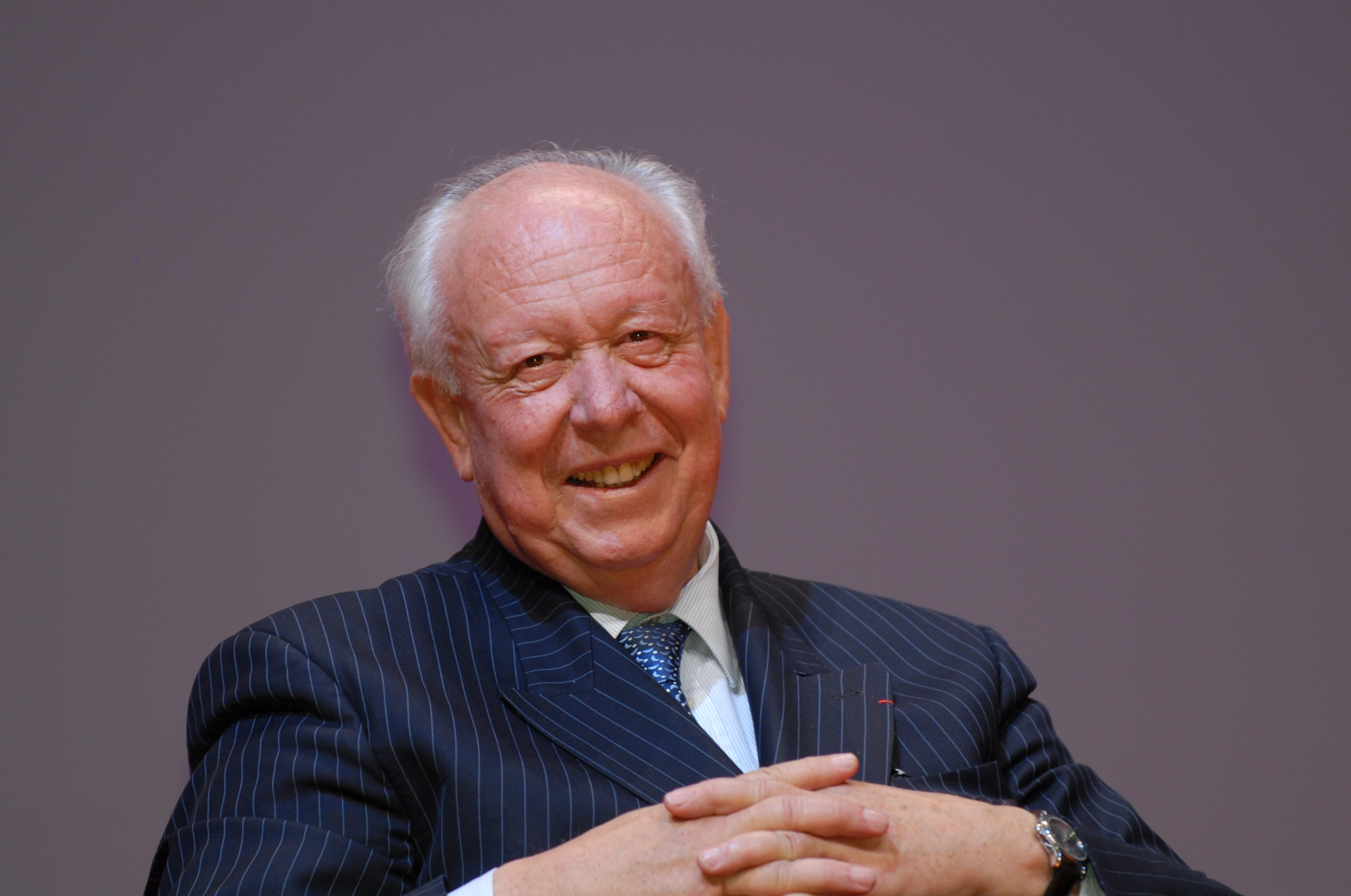
Jean Claude Goudin l'any 2008

El Comité per a la Majoria Presidencial, en francès, Comité de liaison de la majorité présidentielle, Comité de la majorité présidentielle o Comité de la majorité, a França és una estructura política creada l'any 2009, de cara a les eleccions europees del mateix any, per en Nicolas Sarkozy amb l'objectiu de coordinar els seus aliats personals dintre del seu partit, la Unió pel Moviment Popular, UMP, i d'altres que el vulguin donar suport. Ha estat creat i és gestionat per la direcció nacional de l'UMP, amb la cara visible de Jean-Claude Gaudin. Oficialment va ser creat per François Fillon el 30 de juny de 2009. Aquest comitè es presenta, amb aquest nom i no sempre el d'UMP, a les eleccions regionals franceses de 2010.
El Comité per a la Majoria Presidencial està format per una vintena de persones que es reuneix un cop per mes, presidits per Jean-Claude Gaudin, president de la comissió nacional d'investidura de l'UMP, o, de vegades, per François Fillon. Algunes reunions les presideix directament Nicolas Sarkozy.

## Partits membres
- Unió pel Moviment Popular (UMP)
- Nou Centre (NC)
- La Gauche moderne (LGM)
- Moviment per França (MPF)
- Cacera, Pesca, Natura i Tradicions (CPNT)
- Les Progressistes (LP)
- Parti chrétien-démocrate (PCD)
- Parti radical (PR)
- Avenir Démocrate (AV)
- Le Chêne (LC)